# Paralume
 (février 2023).
Si vous disposez d'ouvrages ou d'articles de référence ou si vous connaissez des sites web de qualité traitant du thème abordé ici, merci de compléter l'article en donnant les références utiles à sa vérifiabilité et en les liant à la section « Notes et références ».
Un paralume est un dispositif permettant de bloquer une certaine quantité de lumière.

## Types

### Sécurité routière

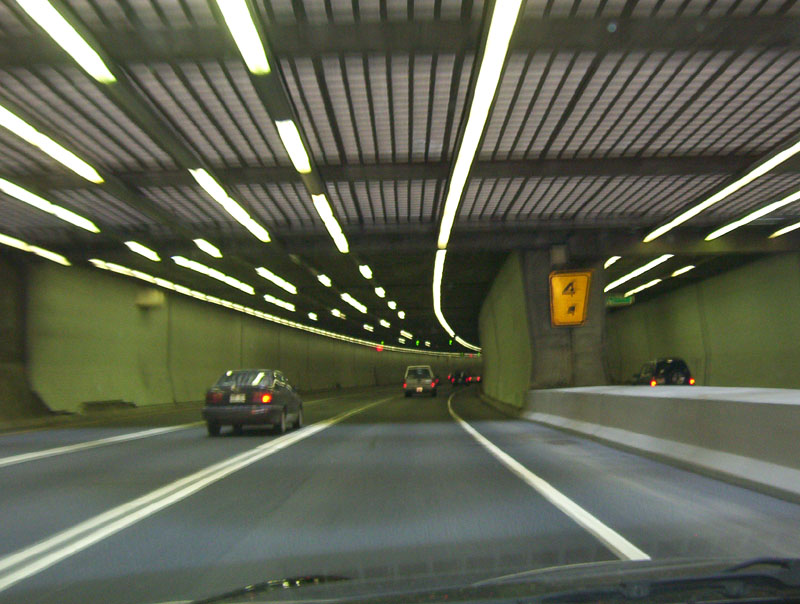
Paralume avant l'entrée d'une section souterraine d'une autoroute.

Un paralume permet d'adapter l’œil à un changement rapide de luminosité sur la route. On peut en retrouver à la sortie ou à l'entrée d'un tunnel lorsque celui-ci est suffisamment long pour modifier la perception lumineuse. L'objectif visé est de laisser progressivement la lumière augmenter ou diminuer pour qu'il puisse y avoir une adaptation visuelle en douceur. 

### Abat-jour
Le mot désigne également un type d'abat-jour.

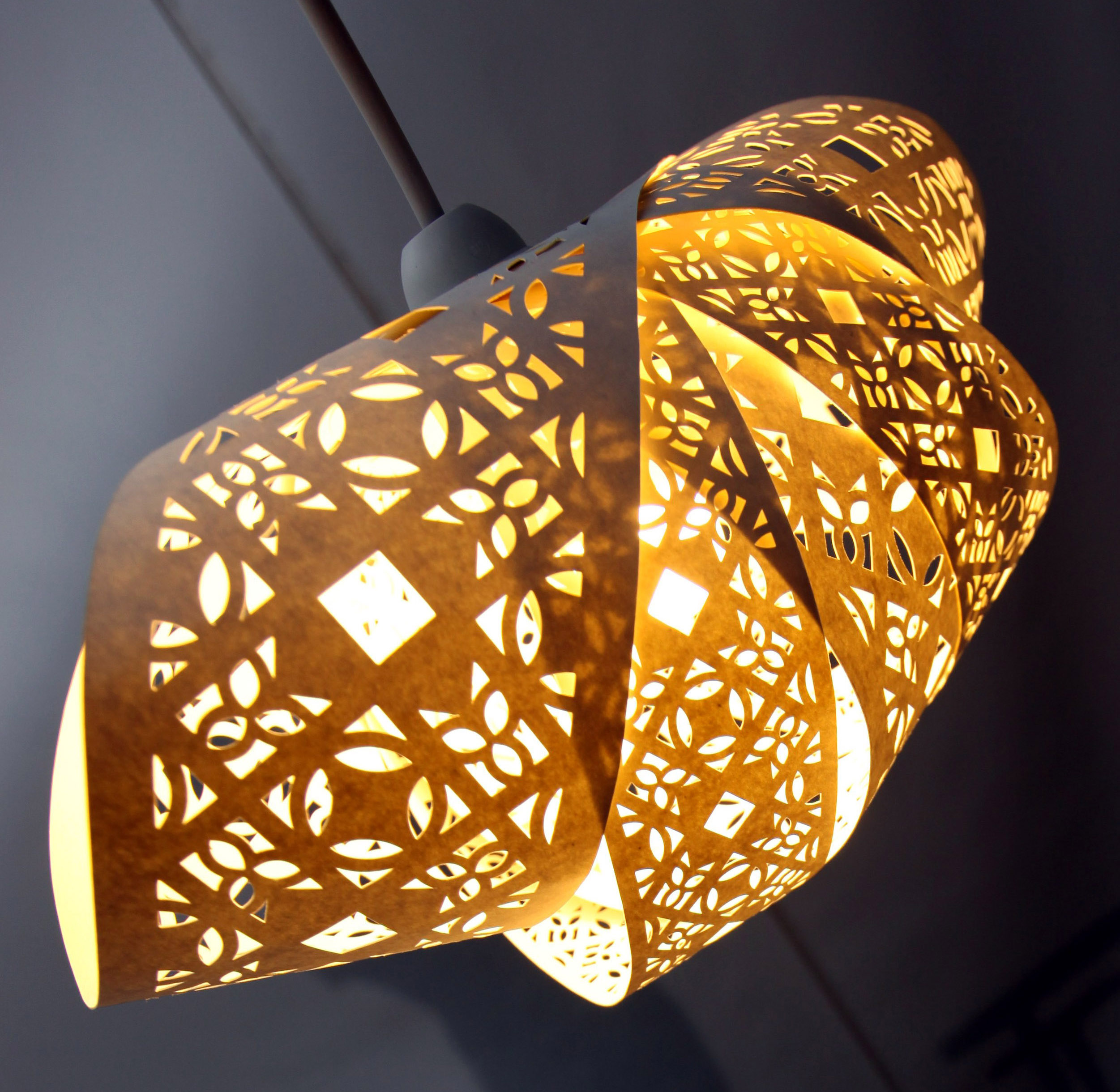
Paralume bloquant une certaine quantité de lumière.
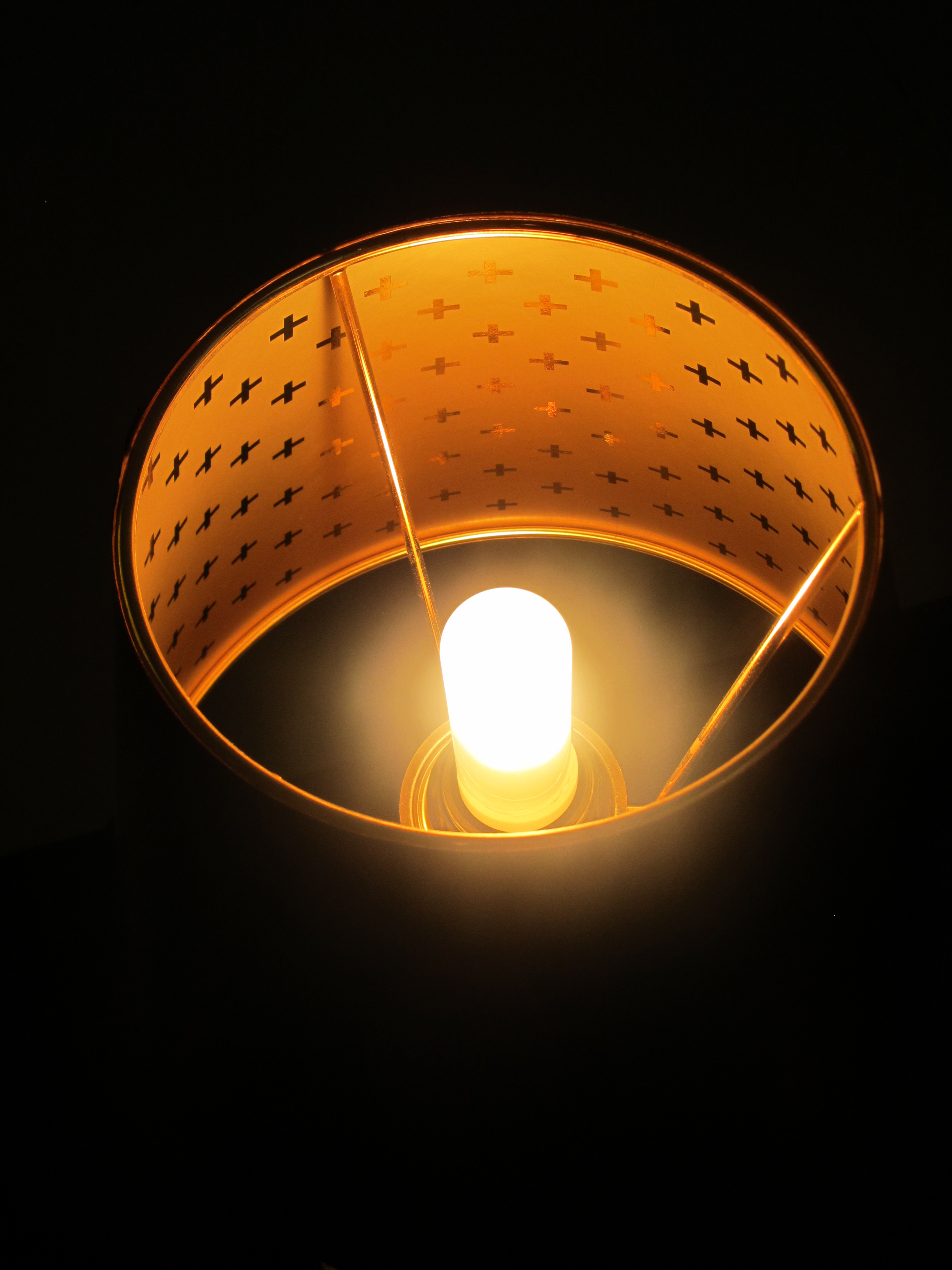
Paralume avec un motif en croix.